# Pozornik ślazowiec
Pozornik ślazowiec (Trachys troglodytiformis) – gatunek chrząszcza z rodziny bogatkowatych i podrodziny Agrilinae. Zamieszkuje Europę, Azję Zachodnią i Afrykę Północną, a ponadto zawleczony został do nearktycznej Ameryki Północnej. Żeruje na roślinach z rodziny ślazowatych. Larwy minują liście.

## Taksonomia
Gatunek ten opisany został po raz pierwszy w 1787 roku przez Johana Christiana Fabriciusa pod nazwą Buprestis pygmaea. Ponownie w 1805 roku opisał go Lorenzo Ponza pod nazwą Buprestis corusca. Za ważną uznaje się jednak nadaną w 1918 roku przez Jana Obenbergera nazwę Trachys troglodytiformis.

## Morfologia

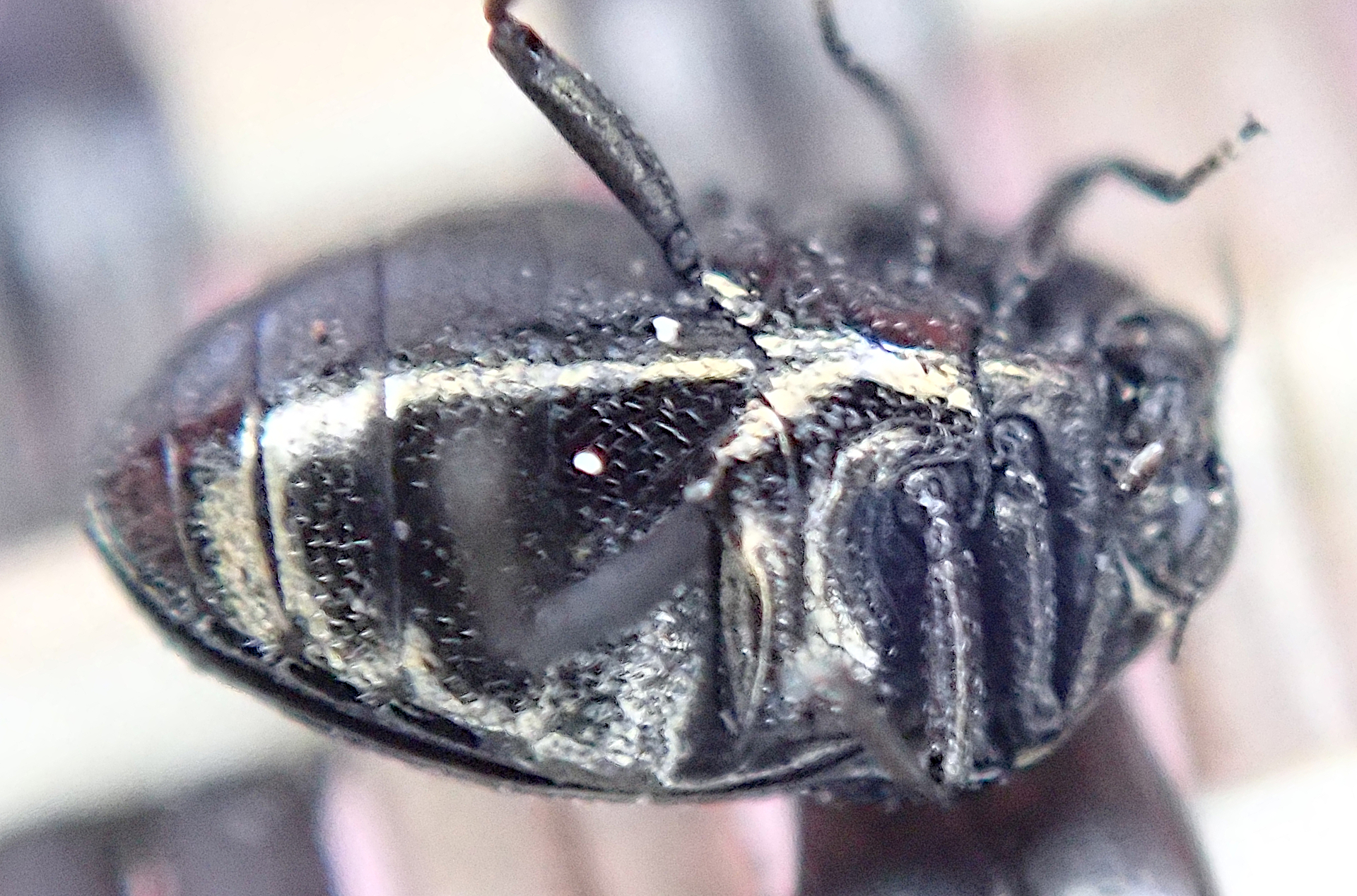
Widok od spodu

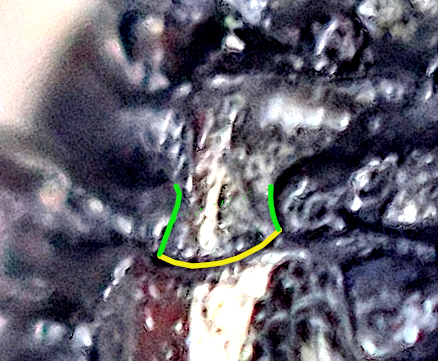
Wyrostek przedpiersia

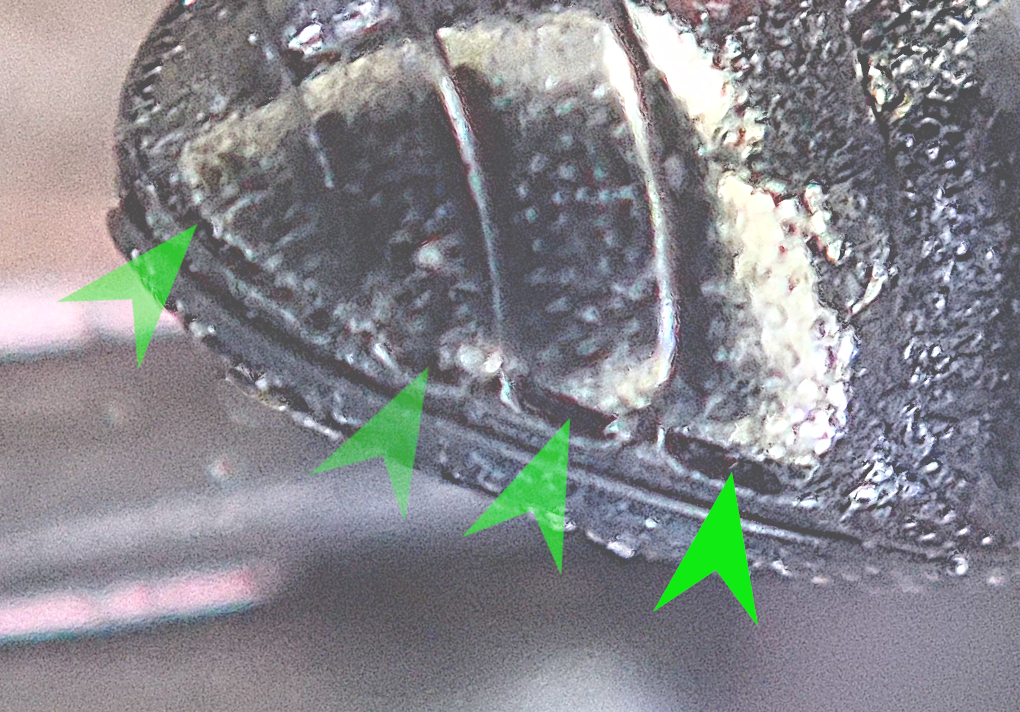
Bruzdy na brzegach sternitów

Chrząszcz o krótkim i szerokim, owalnym ciele długości od 2,25 do 3,8 mm. Głowa jest wciągnięta w przedtułów, zaopatrzona w wgłębienie na czole i ciemieniu. Czułki są krótkie, o dwóch nasadowych członach pogrubionych, a pięciu ostatnich trójkątnie rozszerzonych, tworzących piłkowaną buławkę. Ubarwienie głowy i przedplecza jest miedziane, złote lub rdzawozłote, u form melanistycznych czarne z miejscowym fioletowym połyskiem. Powierzchnia przedplecza charakteryzuje się obecnością podłużnej bruzdy środkowej. Pokrywy są koloru odmiennego, zazwyczaj niebieskiego lub zielonego, u form melanistycznych czarne z fioletowo połyskującymi bokami. Owłosienie przedplecza i pokryw jest prawie niewidoczne, bardzo krótkie. Pokrywy są silnie ku tyłowi zwężone, o trójkątnym wspólnym zarysie i wspólnie zaokrąglonym wierzchołku. Powierzchnię ich rzeźbi grube i gęste punktowanie. Guzy barkowe nie formują wystającego ząbka i od wewnątrz odgraniczone są tylko delikatnym wciskiem. Spód ciała jest czarny, połyskujący. Przedpiersie ma wyrostek w przedniej części z niemal równoległymi bokami, a w tylnej rozszerzony. Spód odwłoka odznacza się sternitami od drugiego do czwartego z głębokimi rowkami na brzegach bocznych oraz sternitem piątym otoczonym głębokim rowkiem na krawędzi tylnej. Ostatni z widocznych sternitów jest wycięty.

## Ekologia i występowanie

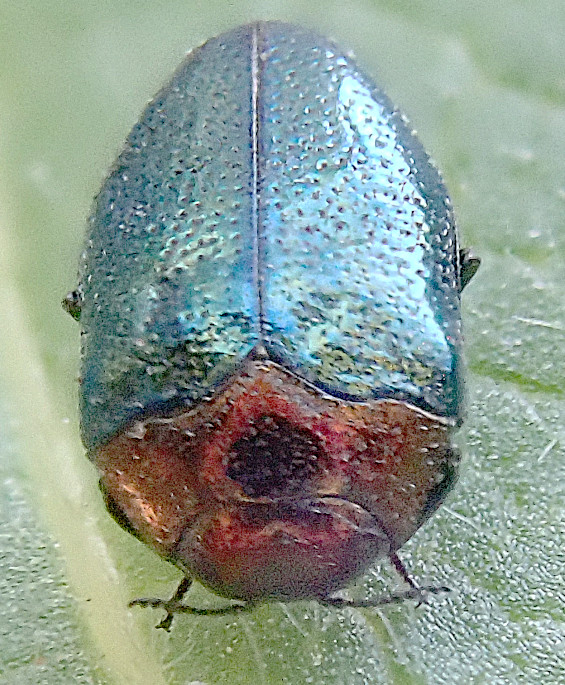
Imago na liściu

Owad ciepłolubny, w Europie Środkowej zasiedlający głównie murawy kserotermiczne. Larwy są oligofagicznymi endofoliofagami minującymi liście roślin z rodziny ślazowatych. Wśród ich gatunków żywicielskich wymienia się ślaz dziki, Malva pusilla, malwę różową, prawoślaz lekarski, Althaea hirsuta, Althaea cannabina oraz ślazówki.
Rozród ma miejsce od wiosny. Jaja bywają składane na górnej, jak i dolnej stronie liści, przy czym samica wybiera na roślinie miejsca jak najcieplejsze, chętnie o ekspozycji południowej. Larwa po wykluciu przegryza epidermę, po czym przystępuje do żerowania na miękiszu. Tworzona przez nią mina jest płaska i jasna z czarną kropką w miejscu, w którym złożone było jajo. Rozwój larwalny trwa 2–3 tygodnie i w tym czasie linienie ma miejsce czterokrotnie. Wyrośnięta larwa osiąga około 6 mm długości. Stadium poczwarki trwa około 10 dni. W warunkach klimatycznych środkowej Europy postacie dorosłe aktywne są od kwietnia do września. Na południu Europy są aktywne dłużej – np. w Prowansji na świat przychodzą co najmniej trzy pokolenia rocznie (imagines pierwszego z nich pojawiają się na początku czerwca), a postacie dorosłe pozostają aktywne do grudnia. Ostatnie pokolenie owadów dorosłych zimuje w ściółce, wśród mchów lub pod kamieniami.
Gatunek pierwotnie palearktyczny, w Europie znany z Portugalii, Hiszpanii, Wielkiej Brytanii, Francji, Holandii, Niemiec, Szwajcarii, Austrii, Włoch, Malty, Czech, Węgier, Ukrainy, Rumunii, Bułgarii, Słowenii, Chorwacji, Bośni i Hercegowiny, Serbii, Czarnogóry, Albanii, Grecji oraz europejskich części Turcji i Rosji. Doniesienia o jego występowaniu w Polsce są niepewne. Na „Czerwonej liście zwierząt ginących i zagrożonych w Polsce” umieszczony jest jako zagrożony gatunek o niedostatecznie rozpoznanym statusie (DD). Z kolei na „Czerwonej liście gatunków zagrożonych Republiki Czeskiej” umieszczony jest jako gatunek regionalnie wymarły (RE). Poza Europą naturalnym zasięgiem obejmuje anatolijską część Turcji, Zakaukazie i Afrykę Północną. Ponadto zawleczony został do nearktycznej Ameryki Północnej.